# Европско првенство у атлетици у дворани 1970 — скок увис за жене
Такмичење у скоку увис у женској конкуренцији на Европском првенству у атлетици у дворани 1970. одржано је у Градској дворани у Бечу 15. марта.
Ово је једна од 5 дисциплина у којима су постигнути светски рекорди у дворани.

## Земље учеснице
Учествовало је 13 скакачица увис из 11 земаља.
1. Аустрија (1)
2. Бугарска (1)
3. Западна Немачка (1)
4. Источна Немачка (1)
5. Мађарска (1)
6. Норвешка  (1)
7. Пољска (3)
8. Румунија (1)
9. Совјетски Савез (1)
10. СФРЈ (1)
11. Француска (1)

## Рекорди
Извор:
| Светски рекорд                                              | Илона Гузенбауер                         | Аустрија                                 | 1,87                                     | Беч, Аустрија                            | 6. фебруар 1970.                         |                                          |                                          |
| Европски рекорд у дворани                                   | Илона Гузенбауер                         | Аустрија                                 | 1,87                                     | Беч, Аустрија                            | 6. фебруар 1970.                         |                                          |                                          |
| Рекорди европских првенстава у дворани                      | Ово је прво Европско првенство у дворани | Ово је прво Европско првенство у дворани | Ово је прво Европско првенство у дворани | Ово је прво Европско првенство у дворани | Ово је прво Европско првенство у дворани | Ово је прво Европско првенство у дворани | Ово је прво Европско првенство у дворани |
| Рекорди после завршеног Европског првенства у дворани 1970. |                                          |                                          |                                          |                                          |                                          |                                          |                                          |
| Светски рекорд                                              | Илона Гузенбауер                         | Аустрија                                 | 1,88                                     | Беч, Аустрија                            | 15. март 1970.                           |                                          |                                          |
| Европски рекорд у дворани                                   | Илона Гузенбауер                         | Аустрија                                 | 1,88                                     | Беч, Аустрија                            | 15. март 1970.                           |                                          |                                          |
| Рекорди европских првенстава у дворани                      | Илона Гузенбауер                         | Аустрија                                 | 1,88                                     | Беч, Аустрија                            | 15. март 1970.                           |                                          |                                          |

## Освајачице медаља
|                           |                            |                           |
| Илона Гузенбауер Аустрија | Корнелија Попеску Румунија | Рита Шмит Источна Немачка |

## Резултати
Због малог броја такмичарки није било квалификација, па су све учествовале у финалу.

### Финале
| Пласман | Атлетичарка       | Земља           | Резултат | Белешка              |
| ------- | ----------------- | --------------- | -------- | -------------------- |
|         | Илона Гузенбауер  | Аустрија        | 1,88     | СРд, ЕРд, РЕПд, НРд. |
|         | Корнелија Попеску | Румунија        | 1,82     |                      |
|         | Рита Шмит         | Источна Немачка | 1,82     |                      |
| 4.      | Јорданка Благоева | Бугарска        | 1,82     |                      |
| 5.      | Снежана Хрепевник | СФРЈ            | 1,76     |                      |
| 6       | Данута Березовска | Пољска          | 1,76     |                      |
| 7       | Мангдолна Комка   | Мађарска        | 1,73     |                      |
| 8       | Нина Бринцева     | Совјетски Савез | 1,73     |                      |
| 9.      | Данута Коновска   | Пољска          | 1,73     |                      |
| 10.     | Кари Карлсон      | Норвешка        | 1,73     |                      |
| 11.     | Марија Зелинска   | Пољска          | 1,73     |                      |
| 12.     | Ghislaine Barnay  | Француска       | 1,70     |                      |
| 13.     | Рената Гартнер    | Западна Немачка | 1,65     |                      |